# Gill (khe núi)
Một gill hoặc ghyll là một khe núi hoặc thung lũng hẹp ở miền Bắc nước Anh và các khu vực khác của Vương quốc Anh. Từ này bắt nguồn từ gil  trong ngôn ngữ Bắc Âu cổ. Ví dụ bao gồm Dufton Ghyll Wood, Dungeon Ghyll, Troller's Gill và Trow Ghyll. Là một cách sử dụng có liên quan, Gaping Gill là tên của một hang động, không phải là dòng sông liên quan và Cowgill, Masongill và Halton Gill là tên của các làng.
Dòng chảy qua gill thường được gọi là một beck: ví dụ trong Swaledale, Gunnerside Beck chảy qua Gunnerside Ghyll. Beck cũng được sử dụng như một thuật ngữ chung hơn cho các luồng ở phía bắc nước Anh - ví dụ bao gồm Ais Gill Beck và Arkle Beck. Ở North Pennines, từ sike hoặc syke  được tìm thấy trong các trường hợp tương tự. Điều này đặc biệt phổ biến trong khu vực Appleby Fells, nơi tăng vọt đáng kể số lượng beck và gill; nó cũng có thể được nhìn thấy trong tên của hang Eden Sike ở Mallerstang.
Trong các gill High Weald là những khe núi bị cắt sâu, thường có một dòng chảy  làm xói mòn khe núi. Những gill này có thể sâu lên tới 200 foot (61 m), đại diện cho một đặc điểm sinh lý quan trọng ở vùng đất thấp nước Anh.